# Fenian Ram
O Fenian Ram é um submarino designado por John Philip Holland para uso da Fenian Brotherhood (Irmandade Feniana), a contraparte americana da Irmandade Republicana Irlandesa, contra o Reino Unido. O Ram foi construído e lançado em 1881 pela DeLamater Iron Company em Nova Iorque, e foi financiado pelo Fundo Escarnecedor Feniano (Fenians Skirmishing Fund). Oficialmente chamado de Holland Boat No. II, o intuito dos Fenianos em financiar o projeto levou o jornal New York Sun à nomear a embarcação de Fenian Ram.

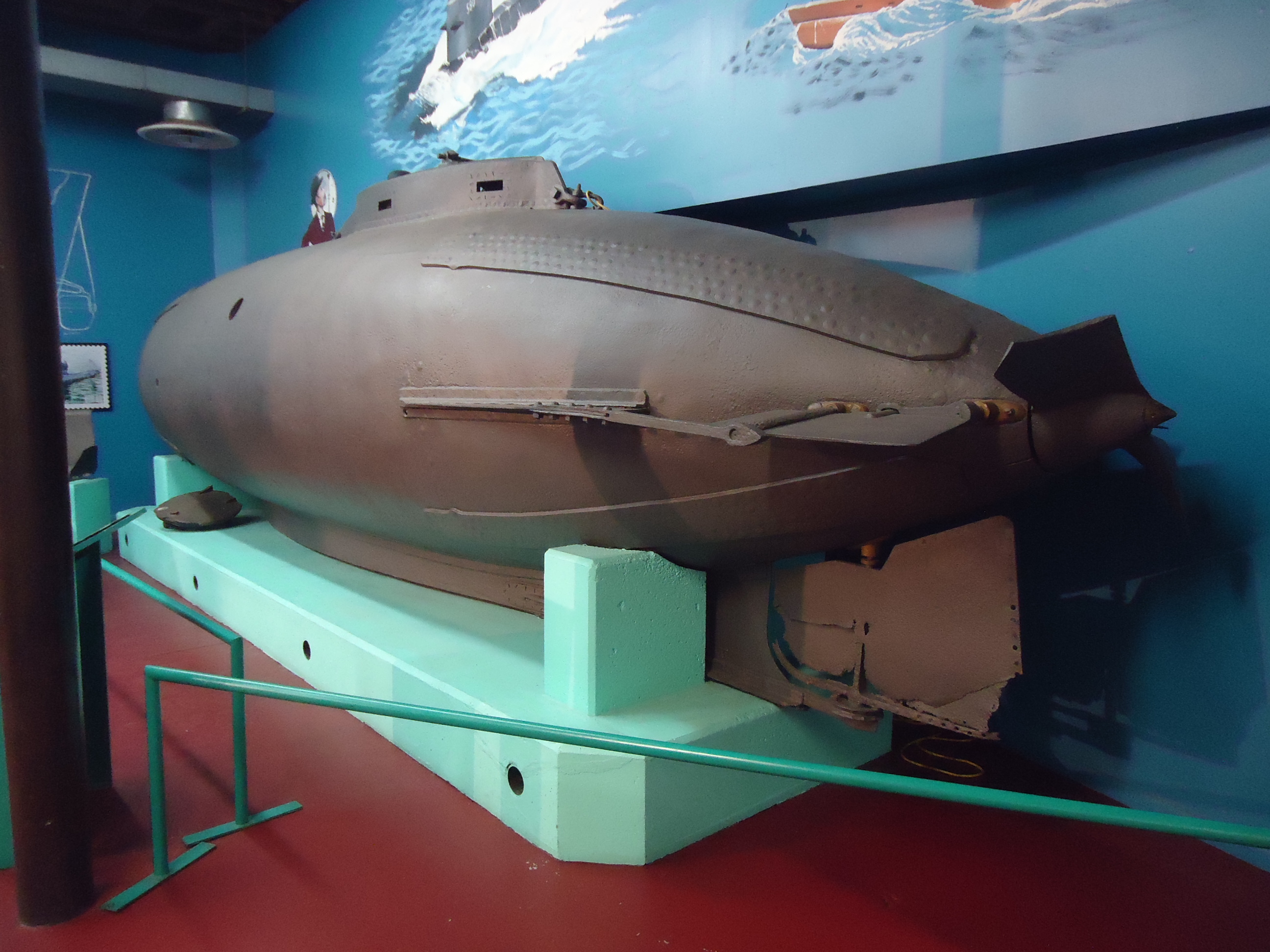
Fenian Ram no Museu Paterson em Nova Jérsei.